# Cornelius Fudge
Cornelius Fudge je lik iz knjiga o Harryju Potteru.
Cornelius Oswald Fudge je bio ministar magije u Ujedinjenom Kraljevstvu od 1990. do 1996. Oženjen je, na početku u dobrom odnosu s Harryjem i Dumbledoreom. Previše voli moć. 1996. godine je maknut s mjesta ministra.

## Pozadina
Cornelius je rođen prije 1964., vjerojatno tijekom pedesetih godina, u Velikoj Britaniji. Pohađao je školu Hogwarts 7 godina. Ne zna se u kojem je domu bio, ali je vjerojatno bio član Slytherina. Nakon školovanja se zaposlio u Ministarstvu. Bio je u Odjelu za magične nesreće ii katastrofe. Nakon sukoba u Godricovom dolu, on je jedan od prvih koji je 'vidio' scenu u kojoj Sirius Black ubija Pettigrewa. Vidio je i Siriusa kako se smije te uhićenje, što je poslije pamtio i prepričavao. Ipak, poslije se saznaje da je zapravo Pettigrew kriv i da ga Sirius nije ubio [HP3].
Nakon toga je bilo pitanje tko će biti novi ministar i na tom mjestu zamijeniti Millicent Bagnold. Albus Dumbledore je imao veliku podršku, ali on nije htio biti ministar. Tada se činilo da će novi ministar magije biti Barty Crouch st., zbog učinkovite bitke protiv smrtonoša, ali je onda njegov sin uhvaćen kako pokušava vratiti lorda Voldemorta na vlast. Crouch je izgubio popularnost, a Fudge je postao ministar. Ipak, Fudge nikad nije zaboravio koliku je podršku imao profesor Albus Dumbledore.
1990. godine Cornelius postaje engleski ministar magije. U skladu s time, susreće se i s britanskim premijerom. Kasnije će se još susretati više puta.
Tijekom njegovih ranih dana, kad je bio neiskusan, stalno je slao pisma Dumbledoreu i tražio savjete [HP1]. Hagrid ga je opisao kao 'šeprtlju'. U časopisu 'Odgonetač' su se o njemu pisale svakakve gluposti, da ubija gobline, da želi doći do Gringottsa ili pak da stvara vojsku nekih čarobnih bića.
Uskoro dobiva i najveću nagradu, Merlinov velered, i to prve klase.

## Uloga u priči

### Odaja tajni
Tijekom Harryjeve druge godine u Hogwatsu, 1992./1993. napadnuto je četvero čarobnjaka bezjačkog porijekla ili hrkana (Colin Creevey, Justin Finch-Fletchley, Gospa Norris i Skoro Bezglavi Nick). Ministar Cornelius je u proljeće došao u Hogwarts kako bi uhitio Rubeusa Hagrida i odveo ga u Azkaban, više kao mjeru opreza nego kao kaznu, jer se prije 50 godina sumnjalo da je Hagrid otvorio Odaju tajni. Ipak, saznajemo da mu je Tom Riddle (kasnije Voldemort) smjestio [HP2]. Fudge je htio odvesti Hagrida, iako se Dumbledore nekako protivio tome. Uto je stigao gospodin Lucius Malfoy, tada jedan od 12 guvernera Hogwartsa, došao maknuti profesora Dumbledorea s mjesta ravnatelja. Fudge je pokušao protestirati, ali bezuspješno, a Hagrid je odveden u Azkaban.

### Zatočenik Azkabana
Tog ljeta Sirius Black pobjegao je iz zatvora. Fudge je ranije posjetio Azkaban iz poslovnih razloga i začudio se vidjevši kako Sirius normalno izgleda u odnosu na druge, i kad je počeo pričati o novinama i križaljkama. Fudge je upozorio britanskog premijera na situaciju, kao i neke članove Ministarstva (Arthur Weasley). Informacije su bile i u bezjačkim vijestima. Harry je slučajno čuo Arthura i Molly kako se svađaju oko toga.
Kada je Harry pobjegao od Dursleyevih nakon što je napuhnuo svoju tetu, Fudge ga je dočekao pred Moćnim autobusom i odveo u 'Šuplji kotlić'. Tamo govori Harryju kako su oblivijatori izbrisali teti Margi sjećanje na događaj i da ga neće kazniti zbog trenutnih situacija u čarobnjačkom svijetu. Harry je pitao Fudgea da mu potpiše odobrenje da ide u Hogsmeade, no on nije htio jer ne bi bilo pošteno. Stoga je Fudge napustio kafić, a Harry je ostao sljedećih nekoliko tjedana u Zakutnoj ulici.
Fudge je postavio dementore oko škole i u Hogsmeade, a neki ljudi kao madam Rosmerta ili profesor Albus Dumbledore su se pobunili. Dumbledore je na koncu pristao da budu oko škole, ali ne i u školi. Harry se čak onesvijestio vidjevši dementore, koji su stalno patrolirali okolicom Hogwartsa.
U listopadu, Fudge saznaje da je Sirius Black pokušao uči u Hogwarts pa je naredio dementorima da pretraže područje. U prosincu on je bio u gostionici 'Kod tri metle' zajedno s profesorom Flitwickom, profesoricom McGonagall i profesorom Hagridom.